# الدوري القبرصي الدرجة الثانية 1954–1955
الدوري القبرصي الدرجة الثانية 1954–1955 هو الموسم 2 من  الدوري القبرصي الدرجة الثانية. أقيم خلال الفترة 4 ديسمبر 1954 وحتى 12 يونيو 1955، وفاز فيه نيا سلاميس فاماغوستا.